# Brunfelsia cestroides
Brunfelsia cestroides är en potatisväxtart som beskrevs av Achille Richard. Brunfelsia cestroides ingår i släktet Brunfelsia och familjen potatisväxter. Inga underarter finns listade i Catalogue of Life.